# Lautaro Ferrero
Pour les articles homonymes, voir Ferrero (homonymie).
Lautaro Ferrero né le 20 mai 1999, est un joueur argentin de hockey sur gazon. Il évolue au poste d'attaquant à San Fernando et avec l'équipe nationale argentine.

## Carrière
- Débuts en équipe première le 16 avril 2022 contre la France à Buenos Aires dans le cadre de la Ligue professionnelle 2021-2022[1].

## Palmarès
- : 1er aux Jeux sud-américains 2022.